# Petra Thumer
Petra Thumer (Chemnitz, República Democrática Alemana, 29 de enero de 1961) es una nadadora alemana retirada especializada en pruebas de estilo libre media y larga distancia, donde consiguió ser campeona olímpica en 1976 en los 400 y 800 metros.

## Carrera deportiva
En los Juegos Olímpicos de Montreal 1976 ganó la medalla de oro en los 400 metros libre —con un tiempo de 4:09.89 segundos que fue récord del mundo— y en los 800 metros también estilo libre, donde también batió el récord del mundo, con 8:37.14 segundos.
Y en el Campeonato Europeo de Natación de 1977 celebrado en Jönköping ganó tres medallas de oro: en 200,400 y 800 metros libre.